# Galáxia escura
Uma galáxia escura é um objeto do tamanho de uma galáxia que contém muito pouca ou nenhuma estrela, por o que apenas emite luz. Pode conter gás, poeira interestelar e matéria escura. Em 25 de agosto de 2016, os astrônomos relataram que Dragonfly 44, uma galáxia ultra difusa (UDG), com a massa da Via Láctea, mas com estrelas quase não perceptíveis e 99,99 por cento da sua estrutura galáctica é na forma de matéria escura.
Vários objetos são considerados candidatos para galáxias escuras:
- HE0450-2958
- HVC 127-41-330
- VIRGOHI21